# Lijst van spelers van VC Vlissingen
Dit is een lijst van voetballers die minimaal één officiële wedstrijd hebben gespeeld in het eerste elftal van de Nederlandse voormalig profclub VC Vlissingen of VCV Zeeland.

## A
- Romeo van Aerde
- John Alleman

## B
- Gerald Baars
- Eric-Jan Baas
- Mohammed El Bekkaoui
- Adrie Belfroid
- Anton Belfroid
- Mike But
- Jacques Blijlevens

## C
- Pascal Caumartin
- Johan le Conté

## D
- Ron van Dam
- Emiel Dorst

## E
- Evert-Jan Eikenhout
- Daan Eikenhout

## H
- Harry van den Ham
- Dennis Heine
- Arthur van Huizen

## J
- Marco Jalink
- John Jasperse
- Ad de Jong

## K
- Jos Kayser
- Leo Kayser
- Remco van Keeken

## L
- Jan Lohman

## M
- Danny Magito
- Huib Meerman

## N
- Leif Nielsen
- Hans de Nooijer

## P
- Ruud Pennings
- Jan Poortvliet
- Ron Proos

## R
- Jan de Rijke

## S
- Celso Luis dos Santos Cyrus
- Marcel Schenk
- Paul Schipper
- René Schreuder
- Frits von Seydlitz Kurzbach
- Albert Slinger
- Huub Stokmans
- Jacques Sweres

## T
- Carlo van Tour

## V
- Richard Verwei
- Patrick Vogel
- Peter van Vossen